# Kill Me, Heal Me
Kill Me, Heal Me (kor. 킬미, 힐미, MOCT: Kilmi, Hilmi) – serial koreański z 2015 roku, w którym główne role odgrywają Ji Sung, Hwang Jung-eum, Park Seo-joon, Oh Min-seok oraz Kim Yoo-ri. Serial emitowany był na kanale MBC od 7 stycznia do 12 marca 2015 roku, w każdą środę i czwartek o 21:55.
Seria ta była kolejną produkcją w której Ji Sung i Hwang Jung-eum grali razem. Ta para aktorów pracowała wspólnie także w serialu Secret Love z 2013 roku.

## Fabuła
Z powodu traumy przeżytej w dzieciństwie, Cha Do-hyun, spadkobierca znanej rodzinnej firmy, cierpi na zaburzenie dysocjacyjne tożsamości i zmaga się z istnieniem sześciu innych osobowości. Próbuję odzyskać kontrolę nad swoim życiem zatrudniając Oh Ri-jin w roli swojego sekretnego psychiatry.

## Obsada

### Główna
- Ji Sung jako Cha Do-hyun / Lee Do-hyun jako młodszy Do-hyun – biznesmen o łagodnej osobowości. 11 lat wcześniej stwierdzono u niego DID. Fakt ten próbuje ukrywać przed światem, w tym również rodziną i przyjaciółmi. Ma sześć innych osobowości:

Shin Se-gi: gwałtowna i porywcza osobowość ze skłonnością do agresji. Mimo to nie krzywdzi kobiet i dzieci. Se-gi jest jedyną osobowością, która pamięta traumę Do-hyuna z dzieciństwa. Zakochany w Ri-jin.
Perry Park: 40-letni mężczyzna lubujący się w łowieniu ryb i konstruowaniu bomb. Mówi w dialekcie Jeolla.
Ahn Yo-seob: osobowość suicydalna; 17-letni artysta. Nosi okulary. Brat bliźniak Yo-ny.
Ahn Yo-na: ekstrawertyczna i przebiegła 17-latka z upodobaniem do idoli. Bliźniaczka Yo-seoba. Pojawia się, gdy Do-Hyun dostaje dużą dawkę stresu lub bólu. Zakochana w Oh Ri-onie.
Nana: 7-letnia dziewczynka, która ma misia o imieniu Nana.
Pan X: tajemniczy mężczyzna.
- Hwang Jung-eum jako Oh Ri-jin / Kim Amy jako młoda Ri-jin – stażystka na wydziale psychiatrii, początkowo pracująca w lokalnym szpitalu; Na pierwszy rzut oka wydaje się ułożona i delikatna, ale tak naprawdę jest porywcza i głośna. Dostaje zatrudniona w roli sekretnego psychiatry przez Do-hyuna i stopniowo się w nim zakochuje.
- Park Seo-joon jako Oh Ri-on / Kim Ye-joon jako młody Ri-on – brat bliźniak Ri-jin. Ma reputację nieroba, ale tak naprawdę jest uznanym pisarzem używającym pseudonimu Omega, który w tajemnicy prowadzi śledztwo dotyczące rodziny Do-hyuna.
- Oh Min-seok jako Cha Ki-joon – szef ID Entertainment, kuzyn Do-hyuna. Ki-joon i Do-hyun rywalizują ze sobą o to kto zostanie spadkobiercą rodzinnego biznesu.
- Kim Yoo-ri jako Han Chae-yeon – pierwsza miłość Do-hyuna, obecnie narzeczona Ki-joona; chłodna i dumna kobieta.

### Postaci drugoplanowe
- Choi Won-young jako Ahn Gook, sekretarz i powiernik Do-hyuna.
- Ko Chang-seok jako Seok Ho-pil (dr Schofield), psychiatra Do-hyun i profesor Ri-jin.

#### Rodzina Do-hyuna
- Kim Young-ae jako Seo Tae-im, właścicielka Seungjin Group; babcia Do-hyuna.
- Shim Hye-jin jako Shin Hwa-ran, matka Do-hyuna.
- Ahn Nae-sang jako Cha Joon-pyo, ojciec Do-hyuna.
- Kim Il-woo jako Cha Young-pyo, dyrektor Seungjin Group; ojciec Ki-joona, stryjek Do-hyuna.
- Kim Na-woon jako Yoon Ja-kyung, matka Ki-joona.
- Myung Se-bin jako Min Seo-yeon, zarejestrowana jako matka Do-hyuna, zginęła w wypadku gdy ten miał 6 lat.
- Kim Yong-gun jako Cha Geon-ho, pierwszy właściciel Seungjin Group, dziadek Do-hyuna.

#### Rodzina Ri-jin i Ri-ona
- Kim Hee-jung jako Ji Soon-young, matka Ri-jin i Ri-on
- Park Jun-gyu jako Oh Dae-oh, ojciec Ri-jin i Ri-on

#### Inni
- Kim Hyeong-Beom jako doktor Choi
- Baek Cheol-min jako Alex, były przyjaciel Do-hyuna, nałogowy hazardzista.
- Kim Hyun-joo jako Baek Jin-sook, matka Chae-yeon
- Lee Si-eon jako doktor Park Min-jae
- Kang Bong-seong jako doktor Shin Seon-jo
- Jo Chang-Geun jako doktor Kang In-gyu
- Choi Hyo-eun jako pielęgniarka Joo Mi-ro
- Heo Ji-woong jako wydawca książek autorstwa Omegi

### Gościnnie
- Jung Eun-pyo jako psychiatra, który boi się Do-hyuna (odcinek 1)
- Kan Mi-youn jako dziewczyna Shin Se-gi'ego w USA (odcinek 1)
- Woo Hyun jako pacjent szpitala uzależniony od alkoholu (odcinek 1)
- Koo Jun-yup jako DJ klubu Paradise (odcinek 1)
- Kim Seul-gie jako Heo Sook-hee, pacjentka szpitala w którym pracuje Ri-jin (odcinki 1-4)
- Jo Yun-ho jako rowerzysta w skórzanej kurtce (odcinki 1-3)
- Seo Yi-ahn jako Hong Ji-sun, randka Do-hyuna (odcinek 7)
- LU:KUS jako Rocking, boysband (odcinek 8)
- Park Seul-gi jako prezenterka na spotkaniu z fanami (odcinek 8)
- J.One (LU:KUS) jako J.I., członek zespołu Rocking (odcinki 11 i 12)
- Ahn Young-mi jako wróżka czytająca przyszłość z kart tarota (odcinek 13)
- Kwon Yuri jako Ahn Yo-na (odcinek 20)